# 2007-es U20-as labdarúgó-világbajnokság
A 2007-es U20-as labdarúgó-világbajnokság a 16. ilyen jellegű torna volt, melynek házigazdája Kanada volt június 30. és július 22. között. A világbajnokságon 1987. január 1. után született labdarúgók vehettek részt. A világbajnoki címet Argentína szerezte meg.

## Résztvevők
A 2007-es U20-as labdarúgó-világbajnokságra a rendező Kanadával kiegészülve összesen 24 csapat szerzett részvételi jogot.
| Szövetség                                         | Selejtező torna                                 | Csapatok                                                                    |
| ------------------------------------------------- | ----------------------------------------------- | --------------------------------------------------------------------------- |
| AFC (Ázsia)                                       | 2006-os U19-es Ázsia-kupa                       | Japán · Jordánia · Dél-Korea · Észak-Korea                                  |
| CAF (Afrika)                                      | 2007-es U19-es Afrika-kupa                      | Kongó · Gambia · Nigéria · Zambia                                           |
| CONCACAF (Észak és Közép-amerikai, Karibi térség) | 2007-es U20-as CONCACAF-aranykupa               | Costa Rica · Mexikó · Panama · Egyesült Államok                             |
| CONMEBOL (Dél-Amerika)                            | 2007-es U19-es dél-amerikai Labdarúgó-bajnokság | Argentína · Brazília · Chile · Uruguay                                      |
| OFC (Óceánia)                                     | 2007-es U20-as óceániai selejtezőtorna          | Új-Zéland                                                                   |
| UEFA (Európa)                                     | 2006-os U19-es labdarúgó-Európa-bajnokság       | Ausztria · Csehország · Lengyelország · Portugália · Skócia · Spanyolország |
| Rendező ország                                    | Rendező ország                                  | Kanada                                                                      |

## Helyszínek
| Város    | Stadion                 | Nézőszám |
| -------- | ----------------------- | -------- |
| Victoria | Royal Athletic Park     | 14 500   |
| Burnaby  | Swangard Stadium        | 10 000   |
| Edmonton | Commonwealth Stadium    | 60 081   |
| Toronto  | National Soccer Stadium | 20 195   |
| Ottawa   | Frank Clair Stadium     | 26 559   |
| Montréal | Olimpiai Stadion        | 65 255   |

## Eredmények

### Csoportkör
A csoportkör sorsolását 2007. március 3-án tartották.
| Jelmagyarázat                                                            |
| ------------------------------------------------------------------------ |
| A csoportok első két helyezettje bejutott az egyenes kieséses szakaszba. |
| A nyolcaddöntőbe harmadik helyezettként bejutott csapat.                 |
| A tornáról kiesett csapat.                                               |

#### A csoport
| Csapat   | M | Gy | D | V | G+ | G– | Gk | P |
| -------- | - | -- | - | - | -- | -- | -- | - |
| Chile    | 3 | 2  | 1 | 0 | 6  | 0  | +6 | 7 |
| Ausztria | 3 | 1  | 2 | 0 | 2  | 1  | +1 | 5 |
| Kongó    | 3 | 1  | 1 | 1 | 3  | 4  | –1 | 4 |
| Kanada   | 3 | 0  | 0 | 3 | 0  | 6  | –6 | 0 |

| 2007. július 1. 19:45 EDT |

| Kanada | 0–3               | Chile                               |
| ------ | ----------------- | ----------------------------------- |
|        | (0–1) Jegyzőkönyv | Medina 25' Carmona 54' Grondona 81' |

| National Soccer Stadium, Toronto Nézőszám: 20 195 Játékvezető: Alberto Undiano Mallenco (spanyol) |

| 2007. július 2. 17:45 MDT |

| Kongó                | 1–1               | Ausztria  |
| -------------------- | ----------------- | --------- |
| Ibara 59' (11-esből) | (0–1) Jegyzőkönyv | Hoffer 7' |

| Commonwealth Stadium, Edmonton Nézőszám: 19 899 Játékvezető: Enrico Wijngaarde (suriname-i) |

| 2007. július 5. 17:45 MDT |

| Ausztria   | 1–0               | Kanada |
| ---------- | ----------------- | ------ |
| Okotie 47' | (0–0) Jegyzőkönyv |        |

| Commonwealth Stadium, Edmonton Nézőszám: 31 579 Játékvezető: Hernando Buitrago (kolumbiai) |

| 2007. július 5. 20:30 MDT |

| Chile                            | 3–0               | Kongó |
| -------------------------------- | ----------------- | ----- |
| Sánchez 49' Medina 75' Vidal 82' | (0–0) Jegyzőkönyv |       |

| Commonwealth Stadium, Edmonton Nézőszám: 30 352 Játékvezető: Ravshan Ermatov (üzbég) |

| 2007. július 8. 18:00 MDT |

| Kanada | 0–2               | Kongó                   |
| ------ | ----------------- | ----------------------- |
|        | (0–1) Jegyzőkönyv | Ngakosso 26' Ikouma 60' |

| Commonwealth Stadium, Edmonton Nézőszám: 32 058 Játékvezető: Howard Webb (angol) |

| 2007. július 8. 20:00 EDT |

| Chile | 0–0         | Ausztria |
| ----- | ----------- | -------- |
|       | Jegyzőkönyv |          |

| National Soccer Stadium, Toronto Nézőszám: 19 526 Játékvezető: Joel Aguilar (salvadori) |

#### B csoport
| Csapat        | M | Gy | D | V | G+ | G– | Gk | P |
| ------------- | - | -- | - | - | -- | -- | -- | - |
| Spanyolország | 3 | 2  | 1 | 0 | 8  | 5  | +3 | 7 |
| Zambia        | 3 | 1  | 1 | 1 | 4  | 3  | +1 | 4 |
| Uruguay       | 3 | 1  | 1 | 1 | 3  | 4  | –1 | 4 |
| Jordánia      | 3 | 0  | 1 | 2 | 3  | 6  | –3 | 1 |

| 2007. július 1. 14:15 PDT |

| Jordánia  | 1–1               | Zambia              |
| --------- | ----------------- | ------------------- |
| Salim 41' | (1–1) Jegyzőkönyv | Tembo 8' (11-esből) |

| Swangard Stadium, Burnaby Nézőszám: 10 000 Játékvezető: Terry Vaughn (amerikai) |

| 2007. július 1. 17:00 PDT |

| Spanyolország                | 2–2               | Uruguay               |
| ---------------------------- | ----------------- | --------------------- |
| Adrián López 71' Capel 90+3' | (0–0) Jegyzőkönyv | Cavani 47' Suárez 56' |

| Swangard Stadium, Burnaby Nézőszám: 10 000 Játékvezető: Wolfgang Stark (német) |

| 2007. július 4. 17:00 PDT |

| Uruguay    | 1–0               | Jordánia |
| ---------- | ----------------- | -------- |
| Cavani 40' | (1–0) Jegyzőkönyv |          |

| Swangard Stadium, Burnaby Nézőszám: 10 000 Játékvezető: Peter O'Leary (új-zélandi) |

| 2007. július 4. 19:45 PDT |

| Zambia     | 1–2               | Spanyolország                        |
| ---------- | ----------------- | ------------------------------------ |
| Njobvu 74' | (0–2) Jegyzőkönyv | Mario Suárez 30' (11-esből) Mata 40' |

| Swangard Stadium, Burnaby Nézőszám: 10 000 Játékvezető: German Arredondo (mexikói) |

| 2007. július 7. 14:15 PDT |

| Spanyolország                          | 4–2               | Jordánia                |
| -------------------------------------- | ----------------- | ----------------------- |
| Adrián López 29' 32' 38' Marquitos 79' | (3–0) Jegyzőkönyv | Al Zaideh 48' Salim 56' |

| Swangard Stadium, Burnaby Nézőszám: 10 000 Játékvezető: Hernando Buitrago (kolumbiai) |

| 2007. július 7. 14:15 PDT |

| Uruguay | 0–2               | Zambia                          |
| ------- | ----------------- | ------------------------------- |
|         | (0–1) Jegyzőkönyv | Mulenga 22' (11-esből) Kola 51' |

| Royal Athletic Park, Victoria Nézőszám: 11 500 Játékvezető: Martin Hansson (svéd) |

#### C csoport
| Csapat     | M | Gy | D | V | G+ | G– | Gk | P |
| ---------- | - | -- | - | - | -- | -- | -- | - |
| Mexikó     | 3 | 3  | 0 | 0 | 7  | 2  | +5 | 9 |
| Gambia     | 3 | 2  | 0 | 1 | 3  | 4  | –1 | 6 |
| Portugália | 3 | 1  | 0 | 2 | 4  | 4  | 0  | 3 |
| Új-Zéland  | 3 | 0  | 0 | 3 | 1  | 5  | –4 | 0 |

| 2007. július 2. 14:15 EDT |

| Portugália              | 2–0               | Új-Zéland |
| ----------------------- | ----------------- | --------- |
| Gama 45' 61' (11-esből) | (1–0) Jegyzőkönyv |           |

| National Soccer Stadium, Toronto Nézőszám: 19 526 Játékvezető: Hernando Buitrago (kolumbiai) |

| 2007. július 2. 17:00 EDT |

| Gambia | 0–3               | Mexikó                                      |
| ------ | ----------------- | ------------------------------------------- |
|        | (0–0) Jegyzőkönyv | Giovani 57' Moreno 67' Javier Hernández 89' |

| National Soccer Stadium, Toronto Nézőszám: 19 526 Játékvezető: Ravshan Ermatov (üzbég) |

| 2007. július 5. 17:00 EDT |

| Új-Zéland | 0–1               | Gambia     |
| --------- | ----------------- | ---------- |
|           | (0–1) Jegyzőkönyv | Jallow 22' |

| National Soccer Stadium, Toronto Nézőszám: 11 869 Játékvezető: Joel Aguilar (salvadori) |

| 2007. július 5. 19:45 EDT |

| Mexikó                             | 2–1               | Portugália  |
| ---------------------------------- | ----------------- | ----------- |
| Giovani 48' (11-esből) Barrera 66' | (0–0) Jegyzőkönyv | Antunes 89' |

| National Soccer Stadium, Toronto Nézőszám: 19 526 Játékvezető: Howard Webb (angol) |

| 2007. július 8. 17:15 EDT |

| Portugália   | 1–2               | Gambia                             |
| ------------ | ----------------- | ---------------------------------- |
| Condesso 20' | (1–1) Jegyzőkönyv | Jallow 44' (11-esből) Mansally 68' |

| Olimpiai Stadion, Montréal Nézőszám: 28 402 Játékvezető: Wolfgang Stark (német) |

| 2007. július 8. 15:15 MDT |

| Új-Zéland  | 1–2               | Mexikó                 |
| ---------- | ----------------- | ---------------------- |
| Pelter 89' | (0–1) Jegyzőkönyv | Bermudez 24' Mares 78' |

| Commonwealth Stadium, Edmonton Nézőszám: 29 792 Játékvezető: Mohammed Benúza (algériai) |

#### D csoport
| Csapat           | M | Gy | D | V | G+ | G– | Gk | P |
| ---------------- | - | -- | - | - | -- | -- | -- | - |
| Egyesült Államok | 3 | 2  | 1 | 0 | 9  | 3  | +6 | 7 |
| Lengyelország    | 3 | 1  | 1 | 1 | 3  | 7  | –4 | 4 |
| Brazília         | 3 | 1  | 0 | 2 | 4  | 5  | –1 | 3 |
| Dél-Korea        | 3 | 0  | 2 | 1 | 4  | 5  | –1 | 2 |

| 2007. június 30. 14:15 EDT |

| Lengyelország  | 1–0               | Brazília |
| -------------- | ----------------- | -------- |
| Krychowiak 23' | (1–0) Jegyzőkönyv |          |

| Olimpiai Stadion, Montréal Nézőszám: 55 800 Játékvezető: Howard Webb (angol) |

| 2007. június 30. 17:00 EDT |

| Dél-Korea | 1–1               | Egyesült Államok |
| --------- | ----------------- | ---------------- |
| Shin 38'  | (1–1) Jegyzőkönyv | Szetela 17'      |

| Olimpiai Stadion, Montréal Nézőszám: 55 800 Játékvezető: Joel Aguilar (salvadori) |

| 2007. július 3. 17:00 EDT |

| Egyesült Államok                              | 6–1               | Lengyelország |
| --------------------------------------------- | ----------------- | ------------- |
| Szetela 9' 51' Adu 20' 45+3' 85' Altidore 70' | (3–1) Jegyzőkönyv | Janczyk 5'    |

| Olimpiai Stadion, Montréal Nézőszám: 35 801 Játékvezető: Martin Hansson (svéd) |

| 2007. július 3. 19:45 EDT |

| Brazília                | 3–2               | Dél-Korea         |
| ----------------------- | ----------------- | ----------------- |
| Amaral 35' Pato 48' 59' | (1–0) Jegyzőkönyv | Shim 83' Shin 89' |

| Olimpiai Stadion, Montréal Nézőszám: 35 801 Játékvezető: Kassai Viktor (magyar) |

| 2007. július 6. 19:45 EDT |

| Brazília | 1–2               | Egyesült Államok |
| -------- | ----------------- | ---------------- |
| Lima 64' | (0–1) Jegyzőkönyv | Altidore 25' 81' |

| Frank Clair Stadium, Ottawa Nézőszám: 26 559 Játékvezető: Alberto Undiano Mallenco (spanyol) |

| 2007. július 6. 19:45 EDT |

| Lengyelország | 1–1               | Dél-Korea |
| ------------- | ----------------- | --------- |
| Janczyk 45'   | (1–0) Jegyzőkönyv | Lee 71'   |

| Olimpiai Stadion, Montréal Nézőszám: 34 912 Játékvezető: Enrico Wijngaarde (suriname-i) |

#### E csoport
| Csapat      | M | Gy | D | V | G+ | G– | Gk | P |
| ----------- | - | -- | - | - | -- | -- | -- | - |
| Argentína   | 3 | 2  | 1 | 0 | 7  | 0  | +7 | 7 |
| Csehország  | 3 | 1  | 2 | 0 | 4  | 3  | +1 | 5 |
| Észak-Korea | 3 | 0  | 2 | 1 | 2  | 3  | –1 | 2 |
| Panama      | 3 | 0  | 1 | 2 | 1  | 8  | –7 | 1 |

| 2007. június 30. 16:30 EDT |

| Észak-Korea | 0–0         | Panama |
| ----------- | ----------- | ------ |
|             | Jegyzőkönyv |        |

| Frank Clair Stadium, Ottawa Nézőszám: 26 559 Játékvezető: Mohammed Benúza (algériai) |

| 2007. június 30. 19:15 EDT |

| Argentína | 0–0         | Csehország |
| --------- | ----------- | ---------- |
|           | Jegyzőkönyv |            |

| Frank Clair Stadium, Ottawa Nézőszám: 26 559 Játékvezető: Martin Hansson (svéd) |

| 2007. július 3. 17:00 EDT |

| Csehország            | 2–2               | Észak-Korea                  |
| --------------------- | ----------------- | ---------------------------- |
| Kalouda 56' Fenin 66' | (0–1) Jegyzőkönyv | Kim 12' Kwang 89' (11-esből) |

| Frank Clair Stadium, Ottawa Nézőszám: 22 200 Játékvezető: Alberto Undiano Mallenco (spanyol) |

| 2007. július 3. 19:45 EDT |

| Panama | 0–6               | Argentína                                              |
| ------ | ----------------- | ------------------------------------------------------ |
|        | (0–4) Jegyzőkönyv | Moralez 20' 27' Zárate 23' Agüero 25' 62' di María 76' |

| Frank Clair Stadium, Ottawa Nézőszám: 23 500 Játékvezető: Subkhiddin Mohd Salleh (malajziai) |

| 2007. július 6. 17:00 EDT |

| Csehország               | 2–1               | Panama       |
| ------------------------ | ----------------- | ------------ |
| Kalouda 79' Střeštík 82' | (0–0) Jegyzőkönyv | Barahona 84' |

| Olimpiai Stadion, Montréal Nézőszám: 34 912 Játékvezető: Steven Depiero (kanadai) |

| 2007. július 6. 17:00 EDT |

| Argentína  | 1–0               | Észak-Korea |
| ---------- | ----------------- | ----------- |
| Agüero 35' | (1–0) Jegyzőkönyv |             |

| Frank Clair Stadium, Ottawa Nézőszám: 26 559 Játékvezető: Kassai Viktor (magyar) |

#### F csoport
| Csapat     | M | Gy | D | V | G+ | G– | Gk | P |
| ---------- | - | -- | - | - | -- | -- | -- | - |
| Japán      | 3 | 2  | 1 | 0 | 4  | 1  | +3 | 7 |
| Nigéria    | 3 | 2  | 1 | 0 | 3  | 0  | +3 | 7 |
| Costa Rica | 3 | 1  | 0 | 2 | 2  | 3  | –1 | 3 |
| Skócia     | 3 | 0  | 0 | 3 | 2  | 7  | –5 | 0 |

| 2007. július 1. 14:15 PDT |

| Japán                                | 3–1               | Skócia       |
| ------------------------------------ | ----------------- | ------------ |
| Morisima 43' Umeszaki 57' Aojama 79' | (1–0) Jegyzőkönyv | Campbell 82' |

| Royal Athletic Park, Victoria Nézőszám: 11 500 Játékvezető: German Arredondo (mexikói) |

| 2007. július 1. 17:00 PDT |

| Nigéria   | 1–0               | Costa Rica |
| --------- | ----------------- | ---------- |
| Ideye 75' | (0–0) Jegyzőkönyv |            |

| Royal Athletic Park, Victoria Nézőszám: 11 500 Játékvezető: Peter O'Leary (új-zélandi) |

| 2007. július 4. 17:00 PDT |

| Costa Rica | 0–1               | Japán      |
| ---------- | ----------------- | ---------- |
|            | (0–0) Jegyzőkönyv | Tanaka 68' |

| Royal Athletic Park, Victoria Nézőszám: 10 500 Játékvezető: Wolfgang Stark (német) |

| 2007. július 4. 19:45 PDT |

| Skócia | 0–2               | Nigéria      |
| ------ | ----------------- | ------------ |
|        | (0–0) Jegyzőkönyv | Bala 49' 78' |

| Royal Athletic Park, Victoria Nézőszám: 10 500 Játékvezető: Terry Vaughn (amerikai) |

| 2007. július 7. 17:00 PDT |

| Japán | 0–0         | Nigéria |
| ----- | ----------- | ------- |
|       | Jegyzőkönyv |         |

| Royal Athletic Park, Victoria Nézőszám: 11 500 Játékvezető: German Arredondo (mexikói) |

| 2007. július 7. 17:00 PDT |

| Skócia       | 1–2               | Costa Rica                 |
| ------------ | ----------------- | -------------------------- |
| Reynolds 18' | (1–0) Jegyzőkönyv | Herrera 57' McDonald 90+2' |

| Swangard Stadium, Burnaby Nézőszám: 10 000 Játékvezető: Subkhiddin Mohd Salleh (malajziai) |

#### Harmadik helyezett csapatok sorrendje
Sorrend meghatározása

A FIFA versenyszabályzata alapján, a harmadik helyezettek sorrendjét az alábbiak alapján kell meghatározni:
1. az összes mérkőzésen szerzett több pont
2. az összes mérkőzésen elért jobb gólkülönbség
3. az összes mérkőzésen szerzett több gól
4. fair play pontszám
5. sorsolás

| Csoport | Csapat      | M | Gy | D | V | G+ | G– | Gk | P |
| ------- | ----------- | - | -- | - | - | -- | -- | -- | - |
| A       | Kongó       | 3 | 1  | 1 | 1 | 3  | 4  | –1 | 4 |
| F       | Uruguay     | 3 | 1  | 1 | 1 | 3  | 4  | –1 | 4 |
| B       | Portugália  | 3 | 1  | 0 | 2 | 4  | 4  | 0  | 3 |
| E       | Brazília    | 3 | 1  | 0 | 2 | 4  | 5  | –1 | 3 |
| C       | Costa Rica  | 3 | 1  | 0 | 2 | 2  | 3  | –1 | 3 |
| D       | Észak-Korea | 3 | 0  | 2 | 1 | 2  | 3  | –1 | 2 |

### Egyenes kieséses szakasz
|  |                       |                  |                       |                      |                     |                     |                       |               |               |               |                      |                      |                      |  |  |       |       |       |
|  | Nyolcaddöntők         | Nyolcaddöntők    | Nyolcaddöntők         |                      |                     | Negyeddöntők        | Negyeddöntők          | Negyeddöntők  |               |               | Elődöntők            | Elődöntők            | Elődöntők            |  |  | Döntő | Döntő | Döntő |
|  | Nyolcaddöntők         | Nyolcaddöntők    | Nyolcaddöntők         |                      |                     | Negyeddöntők        | Negyeddöntők          | Negyeddöntők  |               |               | Elődöntők            | Elődöntők            | Elődöntők            |  |  | Döntő | Döntő | Döntő |
|  | július 11. – Edmonton |                  |                       |                      |                     |                     |                       |               |               |               |                      |                      |                      |  |  |       |       |       |
|  |                       |                  |                       |                      |                     |                     |                       |               |               |               |                      |                      |                      |  |  |       |       |       |
|  | A2                    | Ausztria         | 2                     |                      |                     |                     |                       |               |               |               |                      |                      |                      |  |  |       |       |       |
|  | A2                    | Ausztria         | 2                     | július 14. – Toronto |                     |                     |                       |               |               |               |                      |                      |                      |  |  |       |       |       |
|  | C2                    | Gambia           | 1                     |                      |                     |                     |                       |               |               |               |                      |                      |                      |  |  |       |       |       |
|  | C2                    | Gambia           | 1                     |                      |                     | Ausztria            | Ausztria              | 2             |               |               |                      |                      |                      |  |  |       |       |       |
|  | július 11. – Toronto  |                  |                       |                      |                     | Ausztria            | Ausztria              | 2             |               |               |                      |                      |                      |  |  |       |       |       |
|  |                       |                  | Egyesült Államok      | Egyesült Államok     | 1                   |                     |                       |               |               |               |                      |                      |                      |  |  |       |       |       |
|  | D1                    | Egyesült Államok | Egyesült Államok      | Egyesült Államok     | 1                   | 2                   |                       |               |               |               |                      |                      |                      |  |  |       |       |       |
|  | D1                    | Egyesült Államok |                       |                      |                     | 2                   | július 18. – Edmonton |               |               |               |                      |                      |                      |  |  |       |       |       |
|  | BEF3                  | Uruguay          | 1                     |                      |                     |                     |                       |               |               |               |                      |                      |                      |  |  |       |       |       |
|  | BEF3                  | Uruguay          | 1                     |                      |                     | Ausztria            | Ausztria              | 0             |               |               |                      |                      |                      |  |  |       |       |       |
|  | július 11. – Burnaby  |                  |                       |                      |                     | Ausztria            | Ausztria              | 0             |               |               |                      |                      |                      |  |  |       |       |       |
|  |                       |                  | Csehország            | Csehország           | 2                   |                     |                       |               |               |               |                      |                      |                      |  |  |       |       |       |
|  | B1                    | Spanyolország    | Csehország            | Csehország           | 2                   | 4                   |                       |               |               |               |                      |                      |                      |  |  |       |       |       |
|  | B1                    | Spanyolország    | július 14. – Edmonton |                      |                     | 4                   |                       |               |               |               |                      |                      |                      |  |  |       |       |       |
|  | ACD3                  | Brazília         | 2                     |                      |                     |                     |                       |               |               |               |                      |                      |                      |  |  |       |       |       |
|  | ACD3                  | Brazília         | 2                     |                      |                     | Spanyolország       | Spanyolország         | 1 (3)         |               |               |                      |                      |                      |  |  |       |       |       |
|  | július 11. – Victoria |                  |                       |                      |                     | Spanyolország       | Spanyolország         | 1 (3)         |               |               |                      |                      |                      |  |  |       |       |       |
|  |                       |                  | Csehország            | Csehország           | 1 (4)               |                     |                       |               |               |               |                      |                      |                      |  |  |       |       |       |
|  | F1                    | Japán            | Csehország            | Csehország           | 1 (4)               | 2 (3)               |                       |               |               |               |                      |                      |                      |  |  |       |       |       |
|  | F1                    | Japán            |                       |                      |                     | 2 (3)               | július 22. – Toronto  |               |               |               |                      |                      |                      |  |  |       |       |       |
|  | E2                    | Csehország       | 2 (4)                 |                      |                     |                     |                       |               |               |               |                      |                      |                      |  |  |       |       |       |
|  | E2                    | Csehország       | 2 (4)                 |                      |                     | Csehország          | Csehország            | 1             |               |               |                      |                      |                      |  |  |       |       |       |
|  | július 12. – Edmonton |                  |                       |                      |                     | Csehország          | Csehország            | 1             |               |               |                      |                      |                      |  |  |       |       |       |
|  |                       |                  | Argentína             | Argentína            | 2                   |                     |                       |               |               |               |                      |                      |                      |  |  |       |       |       |
|  | A1                    | Chile            | Argentína             | Argentína            | 2                   | 1                   |                       |               |               |               |                      |                      |                      |  |  |       |       |       |
|  | A1                    | Chile            | július 15. – Montréal |                      |                     | 1                   |                       |               |               |               |                      |                      |                      |  |  |       |       |       |
|  | CDE3                  | Portugália       | 0                     |                      |                     |                     |                       |               |               |               |                      |                      |                      |  |  |       |       |       |
|  | CDE3                  | Portugália       | 0                     |                      |                     | Chile               | Chile                 | 4             |               |               |                      |                      |                      |  |  |       |       |       |
|  | július 12. – Ottawa   |                  |                       |                      |                     | Chile               | Chile                 | 4             |               |               |                      |                      |                      |  |  |       |       |       |
|  |                       |                  | Nigéria               | Nigéria              | 0                   |                     |                       |               |               |               |                      |                      |                      |  |  |       |       |       |
|  | B2                    | Zambia           | Nigéria               | Nigéria              | 0                   | 1                   |                       |               |               |               |                      |                      |                      |  |  |       |       |       |
|  | B2                    | Zambia           |                       |                      |                     | 1                   | július 19. – Toronto  |               |               |               |                      |                      |                      |  |  |       |       |       |
|  | F2                    | Nigéria          | 2                     |                      |                     |                     |                       |               |               |               |                      |                      |                      |  |  |       |       |       |
|  | F2                    | Nigéria          | 2                     |                      |                     | Chile               | Chile                 | 0             |               |               |                      |                      |                      |  |  |       |       |       |
|  | július 12. – Toronto  |                  |                       |                      |                     | Chile               | Chile                 | 0             |               |               |                      |                      |                      |  |  |       |       |       |
|  |                       |                  | Argentína             | Argentína            | 3                   |                     |                       | Bronzmérkőzés | Bronzmérkőzés | Bronzmérkőzés |                      |                      |                      |  |  |       |       |       |
|  | E1                    | Argentína        | Argentína             | Argentína            | 3                   | 3                   |                       |               |               | Bronzmérkőzés |                      |                      |                      |  |  |       |       |       |
|  | E1                    | Argentína        |                       |                      | július 15. – Ottawa | július 15. – Ottawa | július 15. – Ottawa   |               |               |               | július 22. – Toronto | július 22. – Toronto | július 22. – Toronto |  |  |       |       |       |
|  | D2                    | Lengyelország    | 1                     |                      | július 15. – Ottawa | július 15. – Ottawa | július 15. – Ottawa   |               |               |               | július 22. – Toronto | július 22. – Toronto | július 22. – Toronto |  |  |       |       |       |
|  | D2                    | Lengyelország    | 1                     |                      |                     | Argentína           | Argentína             | 1             | Ausztria      | Ausztria      | 0                    |                      |                      |  |  |       |       |       |
|  | július 12. – Montréal |                  |                       |                      |                     | Argentína           | Argentína             | 1             | Ausztria      | Ausztria      | 0                    |                      |                      |  |  |       |       |       |
|  |                       |                  | Mexikó                | Mexikó               | 0                   |                     |                       | Chile         | Chile         | 1             |                      |                      |                      |  |  |       |       |       |
|  | C1                    | Mexikó           | Mexikó                | Mexikó               | 0                   | 3                   |                       | Chile         | Chile         | 1             |                      |                      |                      |  |  |       |       |       |
|  | C1                    | Mexikó           |                       |                      |                     |                     |                       |               |               |               |                      |                      |                      |  |  |       |       |       |
|  | ABF3                  | Kongó            | 0                     |                      |                     |                     |                       |               |               |               |                      |                      |                      |  |  |       |       |       |
|  | ABF3                  | Kongó            | 0                     |                      |                     |                     |                       |               |               |               |                      |                      |                      |  |  |       |       |       |

#### Nyolcaddöntők
| 2007. július 11. 17:45 MDT |

| Ausztria               | 2–1               | Gambia    |
| ---------------------- | ----------------- | --------- |
| Prödl 45+1' Hoffer 81' | (1–0) Jegyzőkönyv | Gómez 69' |

| Commonwealth Stadium, Edmonton Nézőszám: 18 721 Játékvezető: Mohammed Benúza (algériai) |

| 2007. július 11. 19:45 EDT |

| Egyesült Államok                   | 2–1 (h. u.)                 | Uruguay    |
| ---------------------------------- | --------------------------- | ---------- |
| Cardaccio 87' (öngól) Bradley 107' | (0–0, 1–1, 1–1) Jegyzőkönyv | Suárez 73' |

| National Soccer Stadium, Toronto Nézőszám: 19 526 Játékvezető: Ravshan Ermatov (üzbég) |

| 2007. július 11. 20:15 PDT |

| Spanyolország                                     | 4–2 (h. u.)                 | Brazília                  |
| ------------------------------------------------- | --------------------------- | ------------------------- |
| Piqué 43' Javi García 84' Bueno 102' López 120+1' | (1–2, 2–2, 3–2) Jegyzőkönyv | Leandro Lima 39' Pato 41' |

| Swangard Stadium, Burnaby Nézőszám: 10 000 Játékvezető: Martin Hansson (svéd) |

| 2007. július 11. 20:15 PDT |

| Japán                                 | 2–2 (h. u.)                 | Csehország                                 |
| ------------------------------------- | --------------------------- | ------------------------------------------ |
| Makino 22' Morisima 47' (11-esből)    | (1–0, 2–2, 2–2) Jegyzőkönyv | Kúdela 74' (11-esből) Mareš 77' (11-esből) |
| Büntetőpárbaj                         |                             |                                            |
| Jaszuda Aoki Makino Morisima Kasivagi | 3–4                         | Fenin Kúdela Suchý Pekhart Okleštěk        |

| Royal Athletic Park, Victoria Nézőszám: 11 500 Játékvezető: Hernando Buitrago (kolumbiai) |

| 2007. július 12. 16:45 EDT |

| Zambia   | 1–2               | Nigéria                   |
| -------- | ----------------- | ------------------------- |
| Kola 33' | (1–1) Jegyzőkönyv | Echiejile 3' Akabueze 57' |

| Frank Clair Stadium, Ottawa Nézőszám: 22 531 Játékvezető: Wolfgang Stark (német) |

| 2007. július 12. 16:45 EDT |

| Argentína                   | 3–1               | Lengyelország |
| --------------------------- | ----------------- | ------------- |
| di María 40' Agüero 46' 86' | (1–1) Jegyzőkönyv | Janczyk 33'   |

| National Soccer Stadium, Toronto Nézőszám: 19 526 Játékvezető: Joel Aguilar (salvadori) |

| 2007. július 12. 19:45 EDT |

| Mexikó                                           | 3–0               | Kongó |
| ------------------------------------------------ | ----------------- | ----- |
| Giovani 23' (11-esből) Esparza 85' Barrera 90+4' | (1–0) Jegyzőkönyv |       |

| Olimpiai Stadion, Montréal Nézőszám: 40 204 Játékvezető: Kassai Viktor (magyar) |

| 2007. július 12. 17:45 MDT |

| Chile     | 1–0               | Portugália |
| --------- | ----------------- | ---------- |
| Vidal 45' | (1–0) Jegyzőkönyv |            |

| Commonwealth Stadium, Edmonton Nézőszám: 24 687 Játékvezető: Subkhiddin Mohd Salleh (malajziai) |

#### Negyeddöntők
| 2007. július 14. 14:15 EDT |

| Ausztria               | 2–1 (h. u.)                 | Egyesült Államok |
| ---------------------- | --------------------------- | ---------------- |
| Okotie 43' Hoffer 105' | (1–1, 1–1, 2–1) Jegyzőkönyv | Altidore 15'     |

| National Soccer Stadium, Toronto Nézőszám: 19 526 Játékvezető: Martin Hansson (svéd) |

| 2007. július 14. 17:45 MDT |

| Spanyolország                          | 1–1 (h. u.)                 | Csehország                 |
| -------------------------------------- | --------------------------- | -------------------------- |
| Mata 110'                              | (0–0, 0–0, 0–1) Jegyzőkönyv | Kalouda 103'               |
| Büntetőpárbaj                          |                             |                            |
| Mata Adrián Valiente Javi García Piqué | 3–4                         | Fenin Suchý Kúdela Pekhart |

| Commonwealth Stadium, Edmonton Nézőszám: 26 801 Játékvezető: Ravshan Ermatov (üzbég) |

| 2007. július 15. 14:15 EDT |

| Chile                                                    | 4–0 (h. u.)                 | Nigéria |
| -------------------------------------------------------- | --------------------------- | ------- |
| Grondona 96' Isla 114' (11-esből) 117' Vidangossy 120+2' | (0–0, 0–0, 1–0) Jegyzőkönyv |         |

| Olimpiai Stadion, Montréal Nézőszám: 46 252 Játékvezető: Howard Webb (angol) |

| 2007. július 15. 19:45 EDT |

| Argentína   | 1–0               | Mexikó |
| ----------- | ----------------- | ------ |
| Moralez 45' | (1–0) Jegyzőkönyv |        |

| Frank Clair Stadium, Ottawa Nézőszám: 26 559 Játékvezető: Alberto Undiano Mallenco (spanyol) |

#### Elődöntők
| 2007. július 18. 17:45 MDT |

| Ausztria | 0–2               | Csehország          |
| -------- | ----------------- | ------------------- |
|          | (0–2) Jegyzőkönyv | Mičola 4' Fenin 15' |

| Commonwealth Stadium, Edmonton Nézőszám: 28 401 Játékvezető: Howard Webb (angol) |

| 2007. július 19. 19:45 EDT |

| Chile | 0–3               | Argentína                            |
| ----- | ----------------- | ------------------------------------ |
|       | (0–1) Jegyzőkönyv | di María 12' Yacob 65' Moralez 90+3' |

| National Soccer Stadium, Toronto Nézőszám: 19 526 Játékvezető: Wolfgang Stark (német) |

#### Bronzmérkőzés
| 2007. július 22. 12:15 EDT |

| Ausztria | 0–1               | Chile          |
| -------- | ----------------- | -------------- |
|          | (0–1) Jegyzőkönyv | Martínez 45+1' |

| National Soccer Stadium, Toronto Nézőszám: 19 526 Játékvezető: Martin Hansson (svéd) |

#### Döntő
| 2007. július 22. 15:15 EDT |

| Csehország | 1–2               | Argentína             |
| ---------- | ----------------- | --------------------- |
| Fenin 60'  | (0–0) Jegyzőkönyv | Agüero 62' Zárate 86' |

| National Soccer Stadium, Toronto Nézőszám: 19 526 Játékvezető: Alberto Undiano Mallenco (spanyol) |

### Gólszerzők
| 6 gólos - Sergio Agüero 5 gólos - Adrián López 4 gólos - Maximiliano Moralez - Jozy Altidore 3 gólos - Ángel di María - Erwin Hoffer - Alexandre Pato - Martin Fenin - Luboš Kalouda - Dawid Janczyk - Giovani dos Santos - Freddy Adu - Danny Szetela 2 gólos - Mauro Zárate - Rubin Okotie - Leandro Lima - Jaime Grondona - Mauricio Isla - Nicolás Medina - Arturo Vidal - Shin Young-Rok - Ousman Jallow - Morisima Jaszuhito - Abdallah Salim - Pablo Barrera - Ezekiel Bala - Bruno Gama - Juan Manuel Mata - Edinson Cavani - Luis Alberto Suárez - Rodgers Kola | 1 gólos - Claudio Yacob - Sebastian Prödl - Amaral - Carlos Carmona - Hans Martínez - Alexis Sánchez - Mathias Vidangossy - Pablo Herrera - Jonathan McDonald - Ondřej Kúdela - Jakub Mareš - Tomáš Mičola - Marek Střeštík - Lee Sang-Ho - Shim Young-Sung - Kwang Ik Jon - Kum Il Kim - Pierre Gómez - Abdoulie Mansally - Aojama Dzsun - Makino Tomoaki - Tanaka Atomu - Umeszaki Cukasza - Loiy Al Zaideh - Franchel Ibara - Gracia Ikouma - Ermejea Ngakosso - Grzegorz Krychowiak | 1 gólos (folytatás) - Christian Bermúdez - Omar Esparza - Javier Hernández - Héctor Moreno - Osmar Mares - Chukwuma Akabueze - Uwa Elderson Echiéjilé - Brown Ideye - Nelson Barahona - Antunes - Feliciano Condesso - Ross Campbell - Mark Reynolds - Marcos García Barreno - Alberto Bueno - Diego Capel - Javi García - Gerard Piqué - Mario Suárez - Michael Bradley - Jack Pelter - Clifford Mulenga - William Njobvu - Fwayo Tembo öngólos - Mathias Cardaccio |

### Díjak
| A 2007-es U20-as labdarúgó-világbajnokság győztese |
| -------------------------------------------------- |
| · Argentína · 6. cím                               |

| 2. helyezett | 3. helyezett | 4. helyezett |
| ------------ | ------------ | ------------ |
| Csehország   | Chile        | Ausztria     |

| Golden Ball        | Silver Ball         | Bronze Ball         |
| ------------------ | ------------------- | ------------------- |
| Sergio Agüero      | Maximiliano Moralez | Giovani dos Santos  |
| Golden Shoe        | Silver Shoe         | Bronze Shoe         |
| Sergio Agüero      | Adrián López        | Maximiliano Moralez |
| 6 gólos            | 5 gólos             | 4 gólos             |
| FIFA Fair Play díj |                     |                     |
| Japán              |                     |                     |

## Végeredmény
Az első négy helyezett utáni sorrend nem tekinthető hivatalosnak, mivel ezekért a helyekért nem játszottak mérkőzéseket. Ezért e helyezések meghatározásához az alábbiak lettek figyelembe véve:
1. több szerzett pont (a 11-esekkel eldöntött találkozók a hosszabbítást követő eredménnyel, döntetlenként vannak feltüntetve)
2. jobb gólkülönbség
3. több szerzett gól

A hazai csapat eltérő háttérszínnel kiemelve.
| Helyezés | Nemzet           | M | Gy | D | V | G+ | G– | Gk  | P  |
| -------- | ---------------- | - | -- | - | - | -- | -- | --- | -- |
| Arany    | Argentína        | 7 | 6  | 1 | 0 | 16 | 2  | +14 | 19 |
| Ezüst    | Csehország       | 7 | 2  | 4 | 1 | 10 | 8  | +2  | 10 |
| Bronz    | Chile            | 7 | 5  | 1 | 1 | 12 | 3  | +9  | 16 |
| 4.       | Ausztria         | 7 | 3  | 2 | 2 | 6  | 6  | 0   | 11 |
|          |                  |   |    |   |   |    |    |     |    |
| 5.       | Mexikó           | 5 | 4  | 0 | 1 | 10 | 3  | +7  | 12 |
| 6.       | Spanyolország    | 5 | 3  | 2 | 0 | 13 | 8  | +5  | 11 |
| 7.       | Egyesült Államok | 5 | 3  | 1 | 1 | 12 | 6  | +6  | 10 |
| 8.       | Nigéria          | 5 | 3  | 1 | 1 | 5  | 5  | 0   | 10 |
|          |                  |   |    |   |   |    |    |     |    |
| 9.       | Japán            | 4 | 2  | 2 | 0 | 6  | 3  | +3  | 8  |
| 10.      | Gambia           | 4 | 2  | 0 | 2 | 4  | 6  | –2  | 6  |
| 11.      | Zambia           | 4 | 1  | 1 | 2 | 5  | 5  | 0   | 4  |
| 12.      | Uruguay          | 4 | 1  | 1 | 2 | 4  | 6  | –2  | 4  |
| 13.      | Kongó            | 4 | 1  | 1 | 2 | 3  | 7  | –4  | 4  |
| 14.      | Lengyelország    | 4 | 1  | 1 | 2 | 4  | 10 | –6  | 4  |
| 15.      | Portugália       | 4 | 1  | 0 | 3 | 4  | 5  | –1  | 3  |
| 16.      | Brazília         | 4 | 1  | 0 | 3 | 6  | 9  | –3  | 3  |
|          |                  |   |    |   |   |    |    |     |    |
| 17.      | Costa Rica       | 3 | 1  | 0 | 2 | 2  | 3  | –1  | 3  |
| 18.      | Dél-Korea        | 3 | 0  | 2 | 1 | 4  | 5  | –1  | 2  |
| 19.      | Észak-Korea      | 3 | 0  | 2 | 1 | 2  | 3  | –1  | 2  |
| 20.      | Jordánia         | 3 | 0  | 1 | 2 | 3  | 6  | –3  | 1  |
| 21.      | Panama           | 3 | 0  | 1 | 2 | 1  | 8  | –7  | 1  |
| 22.      | Új-Zéland        | 3 | 0  | 0 | 3 | 1  | 5  | –4  | 0  |
| 23.      | Skócia           | 3 | 0  | 0 | 3 | 2  | 7  | –5  | 0  |
| 24.      | Kanada           | 3 | 0  | 0 | 3 | 0  | 6  | –6  | 0  |